# .tw
.tw（或.台灣、.台湾）是中華民國（台灣）的頂級域名，由台灣網路資訊中心維護管理。註冊網域需透過臺灣網路資訊中心所授權的網域代理商進行，全球目前有11家公司負責。

## 第二層網域
網域可註冊於第二層或數個第二層網域下的第三層：
- .edu.tw：教育與學術單位使用（由教育部負責管理）
- .gov.tw：政府機關使用（由國家發展委員會負責管理（2014年1月22日前為行政院研考會））
- .mil.tw：國防部使用
- .com.tw：登記於中華民國法律之下或是國外的商業公司使用
- .net.tw：持有第一類及第二類電信事業許可執照的使用者
- .org.tw：根據中華民國法律創設或國外的非營利組織使用
- .idv.tw：個人使用，不限制（但需要經由電子郵件認證）
- .game.tw：不限制（但申請者需要提供電子郵件以作認證，由SEEDNet負責管理）
- .ebiz.tw：不限制（但申請者需要提供電子郵件以作認證）
- .club.tw：不限制（但申請者需要提供電子郵件以作認證）
- .tw：不限制
- .：不限制

## 中文網域
中文網域名稱可註冊於第二層。同時，透過台灣網域註冊機構註冊英文網域的註冊人可自動獲得一個 網路.tw、組織.tw及 商業.tw第二層網域下的第三層中文網域。這些第二層網域分別對映至「.net.tw」、「.org.tw」及「.com.tw」。
2010年6月25日，ICANN宣布了以下两种中文域名:
- ：“.taiwan”的正體中文（IDNA版本：.xn--kpry57d）
- ：“.taiwan”的简体中文（IDNA版本：.xn--kprw13d）

2010年10月14日，臺灣網路資訊中心宣佈開始接受申請以上兩種網域，進入實用階段。

## 外部連結
- 臺灣網路資訊中心WHOIS（页面存档备份，存于）
- IANA — .tw Domain Delegation Data（页面存档备份，存于）
- 台灣網路資訊中心 TWNIC 受理註冊機構（页面存档备份，存于）